# اندیس خاک رس شیله زابل
خاک رس شیله زابل یک اندیس مصالح ساختمانی است که در حوالی شهر تاسوکی استان سیستان و بلوچستان قرار دارد و مادهٔ معدنی موجود در آن، خاک رس است.  